# Macropanesthia rhinoceros
La panerola rinoceront (Macropanesthia rhinoceros) és una espècie de blatodeu de la família Blaberidae. Són insectes propis d'Austràlia.
Es troben principalment en les zones tropicals de Queensland. A algunes persones els agrada usar-les com mascotes, ja que són fàcils de cuidar, malgrat que són difícils d'aconseguir fora d'Austràlia. Són l'espècie de panerola més pesada del món, però no major longitud (que és Blaberus giganteus), amb un pes de fins a 35 g i una longitud de fins a 80 mm. Poden viure fins a 10 anys. A diferència d'altres paneroles, no tenen ales i no són considerades una plaga. Té un paper vital en l'ecosistema mastegant fulles mortes i reciclant altres materials. Poden cavar en la terra fins a una profunditat d'1 m, on creen una llar permanent. L'espècie és ovovivípara.